# Del delitto
Del delitto è un libro di Manlio Sgalambro, edito da Adelphi il 9 settembre 2009.
Come racconta il filosofo nell'intervista realizzata da RaiScuola, inizialmente Del Delitto doveva occuparsi della giustizia e della polizia, ovvero della "dignità del detective". Successivamente, Sgalambro ritenne più interessante sottoporre a critica il concetto di delinquente, come egli stesso si riprometteva di fare in molti altri passaggi delle sue opere. Qui arriva a dedicargli una trattazione che egli definisce, traendo il termine dall'opera kantiana, Kritik der blinden Vernunft ("Critica della ragione criminale"). Ciò su cui si concentra la riflessione di Sgalambro non è tanto la prassi, l'agire compulsivo che spingerebbe al crimine il delinquente, quanto il riconoscere nell'atto puro del delitto una ragione metafisica, «l'immanenza dell'ordine che [il criminale] rappresenta» e che «introduce nel mondo, che vorrebbe dimenticarlo».

## Critica della ragione criminale
Per Sgalambro, dunque, il crimine non sorgerebbe da un malfunzionamento della società, una momentanea deviazione da ciò che è "migliore", ma incarnerebbe, a guisa di una figura della Fenomenologia dello spirito hegeliana, il vero "nocciolo del mondo". Il delinquente ha, nell'apparato della civiltà, lo stesso ruolo di figure quali il prete, il politico, il filosofo ecc. Egli rappresenta l'essenza distruttiva del mondo, il suo principio annichilante, la volontà di sparire dell'Occidente, la quale, sostiene Sgalambro, risiede nella scoperta del destino ultimo del cosmo, segnato dalle leggi della termodinamica, che lo conducono inesorabilmente alla morte. Il delinquente, dunque, non è soltanto artefice necessario di un processo in atto nella natura come nella comunità umana (Sgalambro riprende qui il concetto leopardiano di "natura matrigna": «essa vive invece delle sue morti e delle sue carneficine»), ma la sua stessa "pratica" è splendidamente razionale. In esso trionfa il principium individuationis, la coscienza individuale come la possessione teologica. Per Sgalambro, in definitiva, il delitto è una coincidenza di morale e metafisica: da una parte, dobbiamo riconoscere «il delitto radicato nel nostro stesso essere» e farne oggetto di conoscenza; dall'altra, il sommo assassino è il mondo stesso, o Dio, secondo la definizione scolastica come "causa primigenia". Sgalambro vuole far prendere coscienza al lettore che il delinquente non è nell'estraneità, non è un fattore esterno che interviene nella sfera civile come un guasto da correggere (la società vorrebbe farlo passare per tale); l'assassino è un principio immanente, insito nella natura delle cose, e quindi anche degli uomini. «"L'uomo è mortale" non significa in primis che "l'uomo muore" - insigne banalità concettuale -, ma che l'uomo è datore di morte».

## Citazioni
- «... la ragione dà ragione all'assassino e alla sua vittima. L'assassino e la sua vittima sono inscindibili. “Ti sei interessato a me sino a uccidermi” può dire l'altro, e per un attimo può anche piangere per la commozione. Nessuno lo capirebbe, salvo colui che è ispirato dalla divina irresponsabilità. Ciò che li lega appare sulle prime abbastanza chiaro, un minuto dopo imperscrutabile».

## Edizioni
- Manlio Sgalambro, Del delitto, Piccola Biblioteca, Adelphi, 2009,  p. 182, ISBN 978-88-459-2412-5.